# Here It Comes Again
Here It Comes Again è il primo singolo estratto dal secondo album di Melanie C, Reason.
La canzone è stata scritta dalla stessa cantautrice insieme a Marius De Vreis e Robert Howard ed è stata prodotta dallo stesso De Vreis. Il singolo è stato invece pubblicato il 24 febbraio 2003, anticipando così di poche settimane l'uscita dell'album d'estrazione.
Il singolo, che conteneva le b-side Love to You e Like That, debuttò alla posizione numero sette della classifica britannica.

## Tracce e formati
- Europe CD

1. "Here It Comes Again" [Radio edit] - 4:07
2. "Love to You" - 4:36
3. "Like That" - 3:09

- DVD

1. "Here It Comes Again" [Music video] - 4:07
2. "Love to You" - 4:36
3. "Living without You" - 4:06
4. Behind the Scenes at "Here It Comes Again" Video shoot - 2:00

- Canadian CD

1. "Here It Comes Again" [Radio edit] - 4:07
2. "Love to You" - 4:36

## Classifiche
| Paese             | Posizione massima |
| ----------------- | ----------------- |
| Belgio (Fiandre)  | 2                 |
| Regno Unito       | 7                 |
| Italia            | 12                |
| Danimarca         | 15                |
| Belgio (Vallonia) | 18                |
| Paesi Bassi       | 22                |
| Irlanda           | 25                |
| Svezia            | 36                |
| Austria           | 49                |
| Australia         | 49                |
| Germania          | 59                |
| Svizzera          | 61                |